# Violetrandet ildfugl
Violetrandet ildfugl (Lycaena hippothoe) er en sommerfugl i blåfuglefamilien. Den er udbredt på blomsterrige overdrev og enge i de nordligste og mellemste dele af Europa samt mod øst gennem Tyrkiet og Rusland til Amur i Sibirien. I Danmark findes den især i dele af Jylland.

## Udseende
Tekst mangler, hjælp os med at skrive teksten

## Livscyklus
Sommerfuglen har en generation i Danmark, hvor den ses flyve fra midten af juni til midten af juli. Den overvintrer som larve og forpupper sig i slutningen af maj. Den voksne sommerfugl klækkes efter 2-3 uger.

## Foderplanter
Violetrandet ildfugls larve har almindelig syre og rødknæ som foderplanter. Fra udlandet nævnes også pileurt og andre skræppe-arter.

## Billeder
- Lycaena hippothoe ♂
- Lycaena hippothoe ♂   △

- Æg
- Underside